# Fuji Naoya
Naoya Fuji (sinh ngày 31 tháng 5 năm 1993) là một cầu thủ bóng đá người Nhật Bản.

## Sự nghiệp câu lạc bộ
Naoya Fuji đã từng chơi cho Ehime FC.